# Wilhelmus van Thiel
Wilhelmus van Thiel (1789-1840) was de stamvader van de Brabantse tak van de familie Van Thiel, waaruit bekende industriëlen en politici zijn voortgekomen.
Hij was getrouwd met Gijsberdina van Duijnhoven (1794-1871) en het gezin woonde te Beek en Donk. Tot hun kinderen behoorden Piet van Thiel (1816-1894), Martinus van Thiel (1835-1900) en Hendrik van Thiel (1833-1902). Deze gebroeders zouden zich ontwikkelen tot ondernemers in de textiel- en spijkerindustrie. Uit de laatste bedrijfstak is uiteindelijk het Nedschroef concern voortgekomen.
Wilhelmus was timmerman en tuinwerkman, en had een aannemersbedrijfje. Vermoedelijk begon hij met een handel in spijkers. Deze spijkers betrok hij uit Maastricht, waar Petrus en Thomas Regout in 1834 een spijkerfabriek waren begonnen.